# Making a Good Thing Better
Making a Good Thing Better — девятый студийный альбом австралийской певицы Оливии Ньютон-Джон, выпущенный в июне 1977 года на лейбле EMI. Он занял 43-е место в американском чарте Billboard Top LPs & Tape и 13-е место в кантри-чарте. Это был первый лонгплей певицы, не попавший в первую десятку кантри-чарта, а также первый с 1974 года не получивший золотой сертификации в США.
Во время записи у Ньютон-Джон и MCA Records, дистрибьютора её записей в Америке, случился конфликт, певица вела переговоры о выходе из MCA, поэтому лейбл не продвигал альбом. Ньютон-Джон даже подала в суд на MCA, утверждая, что поскольку они не продвигали её музыку, это привело к снижению продаж. Она попыталась продвинуть LP и сингл самостоятельно, появившись на обложке журнала Us Weekly 23 августа 1977 года и сняв клип на песню «Making a Good Thing Better», который транслировался на канале NBC в программе The Midnight Special.
Вскоре Ньютон-Джон подписала контракт на съёмки в фильме «Бриолин» и приняла решение остаться в MCA Records, хотя её записи из фильма распространялись RSO Records.
Заглавный трек, ставший ведущим синглом диска, достиг 87-го места в Billboard Hot 100 и 20-го места в чарте Adult Contemporary. Это был первый сингл Ньютон-Джон, не попавший в топ-10 AC с 1972 года. «Don’t Cry for Me Argentina» был выпущен в качестве второго сингла альбома на отдельных территориях, достигнув 32-го места в Австралии в 1980 году.

## Восприятие
Трио еженедельных профессиональных журналов музыкальной индустрии США (Billboard, Cashbox и Record World) единодушно приветствовало новую работу австралийки. Хотя лейтмотив лирических тем был вполне традиционен для Ньютон-Джон: грусть о потерянной любви, выраженная в виде спокойных баллад, среднетемповых номеров и весёлых, энергичных композиций с нотками кантри, «выразительный вокал и волнующая оркестровка» указали специалистам Billboard, на то что на этот раз репертуар исполнительницы несколько сместился в сторону рок-музыки. Record World удовлетворённо отметил, что выбор материала пластинки привычно безупречен, а Cashbox порадовался, что «прекрасная и обаятельная певица вновь демонстрирует свою музыкальную универсальность в различных стилях — талант, который сделал её королевой кроссовера». Из песен альбома все издания особо выделили эмоциональную и величественную интерпретацию «Don’t Cry for Me Argentina», Record World также обратил внимание на «Ring of Fire», которая могла бы, по мнению редакции, стать хитом в стиле поп или кантри, а также заглавный трек и «Sad Songs».

## Список композиций
| №  | Название                     | Автор(ы)                     | Длительность |
| -- | ---------------------------- | ---------------------------- | ------------ |
| 1. | «Making a Good Thing Better» | Пит Уингфилд                 | 3:47         |
| 2. | «Slow Dancing»               | Джек Темпчин                 | 4:00         |
| 3. | «Ring of Fire»               | Джун Картер, Мерл Килгор     | 3:18         |
| 4. | «Coolin’ Down»               | Джон Фаррар                  | 3:58         |
| 5. | «Don’t Cry for Me Argentina» | Эндрю Ллойд Уэббер, Тим Райс | 6:03         |

| №                   | Название                   | Автор(ы)                     | Длительность |
| ------------------- | -------------------------- | ---------------------------- | ------------ |
| 1.                  | «Sad Songs»                | Билли Алесси, Бобби Алесси   | 3:39         |
| 2.                  | «You Won’t See Me Cry»     | Джон Фальсия, Стивен Синклер | 3:03         |
| 3.                  | «So Easy to Begin»         | Жуль Шир                     | 3:33         |
| 4.                  | «I Think I’ll Say Goodbye» | Маршалл Чепмен, Джим Рашинг  | 2:41         |
| 5.                  | «Don’t Ask a Friend»       | Оливия Ньютон-Джон           | 3:46         |
| 6.                  | «If Love Is Real»          | Рэнди Эдельман               | 4:34         |
| Общая длительность: | Общая длительность:        | Общая длительность:          | 42:22        |

## Участники записи
- Оливия Ньютон-Джон — вокал, бэк-вокал (песни 2, 6, 7)

Музыканты:
- Грег Мэтисон — акустическое фортепиано (песни 1, 2, 6, 9, 11), клавинет (песни 3, 7), Родес-пиано (песни 4, 8), синтезаторы (песня 6), клавесин (песня 11)
- Рэнди Эдельман — фисгармония (песня 11)
- Джон Фаррар — электрогитара (песни 1, 9-11), слайд-гитара, акустическая гитара (песни 2, 7-9), бэк-вокал (песни 9, 11)
- Джей Грейдон[англ.] — электрогитара (песни 1, 4, 6, 10), акустическая гитара (песни 2, 7-9), слайд-гитара (песня 11)
- Сники Пит Клейнов[англ.] — слайд-гитара (песни 2, 8)
- Эль Бугре — слайд-гитара (песня 9)
- Леланд Склар[англ.] — бас-гитара (песни 1-4, 6-11)
- Джефф Поркаро — ударные (песни 1-4, 6-11), перкуссия (песни 1, 3, 4, 7, 11)
- Джо Поркаро[англ.] — ударные (песни 1, 7)
- Томми Морган[англ.] — губная гармоника (песня 3)
- Байрон Берлайн[англ.] — скрипка (песня 3), мандолина (песня 9)
- Джордж Мардж — гобой (песня 7), окарина (песня 7)
- Джеймс Ньютон Ховард — аранжировки струнных партий и дирижёр (песни 1, 2, 4, 10), акустическое фортепиано (песня 10), клавесин (песня 10)
- Питер Мейерс — аранжировки оркестровых партий и дирижёр (песня 5)
- Дэвид Кэмпбелл — аранжировки струнных партий и дирижёр (песня 8)
- Лаура Кример — бэк-вокал (песни 1, 3)
- Мирна Мэтьюз — бэк-вокал (песни 1, 3, 6)
- Джули Ринкер — бэк-вокал (песни 1, 3)
- Патти Брукс — бэк-вокал (песня 6)
- Марти МакКолл — бэк-вокал (песня 6)

## Позиции в хит-парадах

### Еженедельные чарты
| Хит-парад (1977)                   | Высшая позиция |
| ---------------------------------- | -------------- |
| Австралия (Kent Music Report)      | 71             |
| Великобритания (UK Albums Chart)   | 60             |
| Канада (RPM Top Albums/CDs)        | 33             |
| США (Billboard 200)                | 34             |
| США (Billboard Top Country Albums) | 13             |
| Япония (Oricon)                    | 3              |

## Сертификации и продажи
| Регион                                                      | Сертификация | Продажи |
| ----------------------------------------------------------- | ------------ | ------- |
| Канада (Music Canada)                                       | Золотой      | 50 000^ |
| Япония                                                      | —            | 109 820 |
| ^ Данные о тиражах приведены только на основе сертификации. |              |         |